# Иделер, Христиан Людвиг
Христиан Людвиг Иделер (нем. Christian Ludwig Ideler; 21 сентября 1766, близ Перлеберга — 10 августа 1846, Берлин) — немецкий астроном; дядя доктора Карла Вильгельма Иделера.

## Биография
Христиан Людвиг Иделер родился 21 сентября 1766 года близ Перлеберга.
В 1794 году стал королевским астрономом, вычислителем календаря в Пруссии, с 1810 года — член Прусской академии наук и член Календарной комиссии. В 1816—1822 годах был учителем принцев Фридриха, Вильгельма и Карла, затем директором Кадетского корпуса. С 1821 года был профессором Берлинского университета, в 1839 году избран членом Французского института.
Его важнейший научный труд «Lehrbuch der Chronologie». Дополнение к нему составляет «Die Zeitrechnung der Chinesen». Вместе с Нольте Иделер опубликовал «Handbuch der franz. Sprache und Litteratur», к которому его сын добавил 4-й том и введение («Geschichte der altfranz. Litteratur bis auf Franz I»), а также к «Handbuch der englischen Sprache und Litteratur» написал третью часть, Д. Эшер — четвёртую.
Христиан Людвиг Иделер умер 10 августа 1846 года в городе Берлине.
Его старший сын, Юлиус Людвиг Иделер (1809—1842), изучал медицину, естественные науки и математику. Написал: «Meteorologia veterum Graecorum et Romanorum», «Herampion», «Die Sage vom Schuss des Tell», опубликовал сочинения Аристотеля, коптский псалтирь и «Einhard’s Leben und Wandel Karls d. Gr.».

## Труды
- 1806: Historische Untersuchungen über die astronomischen Beobachtungen der Alten
- 1809: Untersuchungen über der Ursprung und die Bedeutung der Sternnamen
- 1825/26: Handbuch der mathematischen und technischen Chronologie (2 тома)
- 1834: Über die Reduction ägyptischer Data aus den Zeiten der Ptolomäer
- 1838: Untersuchungen über den Ursprung und die Bedeutung der Sternnamen und Über den Ursprung des Tierkreises

## Память
В 1935 году Международный астрономический союз присвоил имя Иделера кратеру на видимой стороне Луны.